# Лиляна Василева (оперна певица)
 Тази статия е за оперната певица.  За активистката на БКП вижте Лиляна Василева.  
Лиляна Василева е българска оперна певица (сопрано) от втората половина на XX век.

## Биография
Родена е на 20 юли 1922 г. в Пазарджик. Завършва Музикалната академия в София. Певица, пианистка и преподавателка. Една година работи в Музикалното училище в Пловдив.
През 1947 г. е поканена в основаващата се Варненска народна опера и участва в откриването на първия ѝ сезон с операта „Продадена невеста“ от Сметана в ролята на Марженка. Изпълнява главните роли на премиерите на „Палячи“ –  Неда, „Бохеми“ – Мими, и „Травиата“ – Виолета; в двете последни неин партньор е също дебютиращият млад певец Никола Николов.
На Първия национален преглед на оперните театри в България (София, 1951) Лиляна Василева и Никола Николов се представят в „Бохеми“ като Мими и Рудолф и изпълнението им е посрещнато възторжено. И двамата получават Димитровски награди.
През 1951 г. двамата сключват брак, който ги свързва за цял живот. На оперните сцени многократно си партнират.
Сред постиженията на Лиляна Василева от този период са Блонда от „Отвличане от сарая“ на Моцарт, Маргарита от „Фауст“ на Гуно, Джилда в „Риголето“ на Верди, Микаела в „Кармен“ на Бизе и др.
През 1953 г. е изпратена на специализация в Москва (СССР) заедно със съпруга си, с Димитър Узунов, Катя Георгиева, Костадин Шекерлийски, Лили Йорданова, Йорданка Димчева, като се обучават при различни педагози. Следва дълго и успешно турне с Никола Николов в Съветския съюз (1954): Киев, Лвов, Минск, Талин, Рига, Вилнюс, Ленинград и др., записвано от съветската кинематография. След завръщането им в България през 1955 г. и двамата са поканени за солисти на Софийската опера.
В Софийската опера Лиляна Василева се откроява в ролята на Халка от едноименната опера на Монюшко. През 1955 г. гастролира заедно със съпруга си в Полша, като в Познан, Вроцлав, Битум и Варшава пеят заедно в „Бохеми“, през 1956 г. пеят в Югославия.
През 1957 г. и двамата са изпратени на специализация в Италия. След завръщането им през април 1959 г. в България Василева и Николов продължават изявите си в Софийската опера, през годините правят турнета в СССР (1959, 1962), Югославия (1962), Унгария (1962, 1965), Румъния (1964), Турция (1965) и др.
Умира през май 2005 година.